# Aquecimento de maré

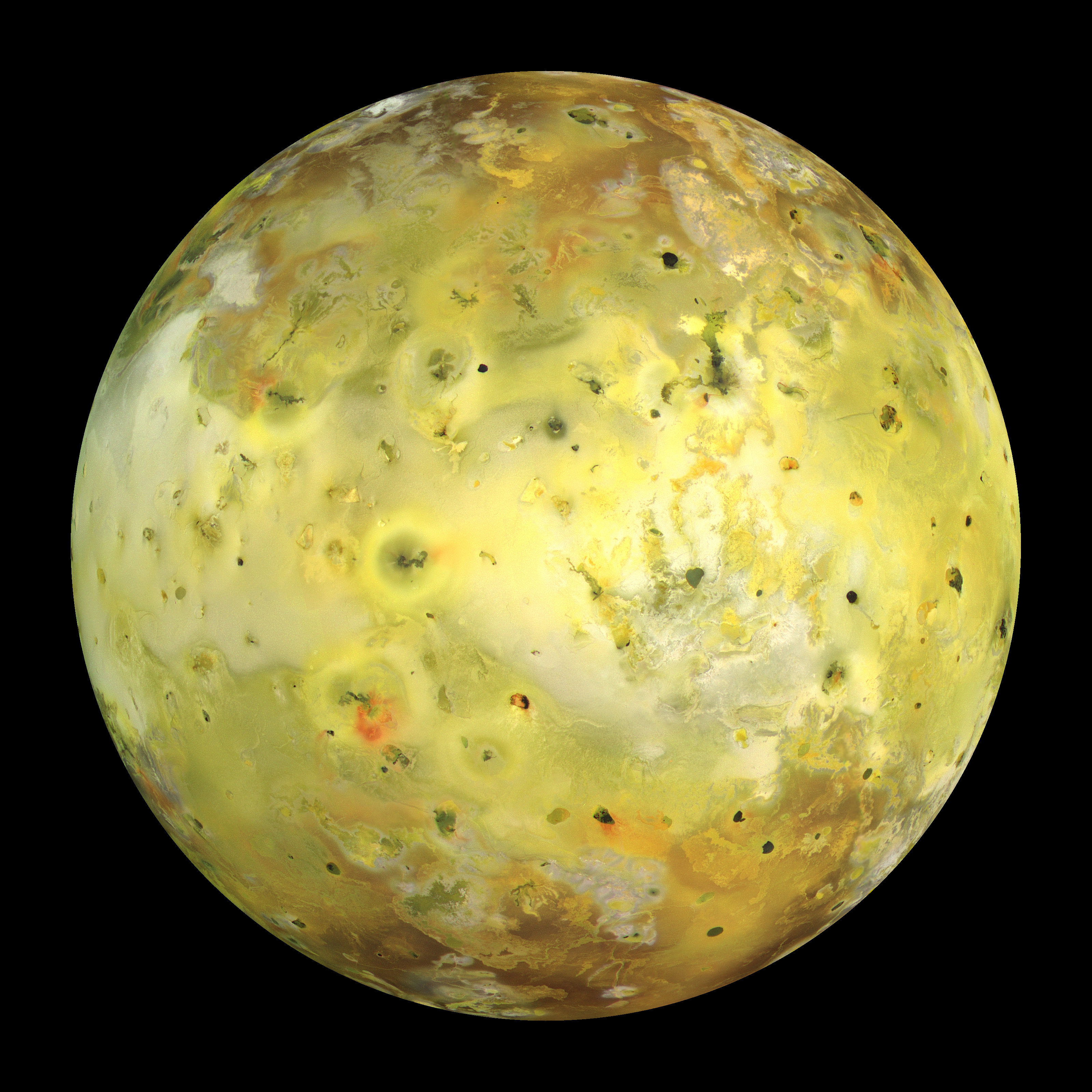
Io experimenta aquecimento de maré

O aquecimento de maré, ocorre através dos processos de fricção de maré: a energia orbital e rotacional é dissipada como calor em qualquer (ou ambos) a superfície do oceano ou o interior de um planeta ou satélite natural. Quando um objeto está em uma órbita elíptica, as forças de maré que atuam sobre ele são mais fortes perto do periapsis do que perto do apoapsis. Assim, a deformação do corpo devido às forças de maré (ou seja, a protuberância de maré) varia ao longo de sua órbita, gerando atrito interno que aquece seu interior. Esta energia ganha pelo objeto vem de sua energia gravitacional, então ao longo do tempo em um sistema de dois corpos, a órbita elíptica inicial decai em uma órbita circular (circularização de maré). O aquecimento sustentado de maré ocorre quando a órbita elíptica é impedida de circular devido a forças gravitacionais adicionais de outros corpos que continuam puxando o objeto de volta para uma órbita elíptica. Nesse sistema mais complexo, a energia gravitacional ainda está sendo convertida em energia térmica; no entanto, agora o semieixo maior da órbita encolheria em vez de sua excentricidade.
o aquecimento ideal é responsável pela atividade geológica do corpo mais vulcanicamente ativo do Sistema Solar: Io, uma lua de Júpiter. A excentricidade de Io persiste como resultado de suas ressonâncias orbitais com as luas galileanas Europa e Ganímedes. O mesmo mecanismo forneceu a energia para derreter as camadas inferiores do gelo que cercam o manto rochoso da próxima grande lua de Júpiter, Europa. No entanto, o aquecimento deste último é mais fraco, devido à flexão reduzida, Europa tem metade da frequência orbital de Io e um raio 14% menor; além disso, enquanto a órbita de Europa é cerca de duas vezes mais excêntrica que a de Io, a força de maré diminui com o cubo da distância e é apenas um quarto mais forte em Europa. Júpiter mantém as órbitas das luas através de maré que elas levantam e, portanto, sua energia rotacional alimenta o sistema. Pensa-se que a lua de Saturno Encélado tenha um oceano de água líquida sob sua crosta gelada, devido ao aquecimento de maré relacionado à sua ressonância com Dione. Acredita-se que os gêiseres de vapor de água que ejetam material de Encélado são alimentados pelo atrito gerado em seu interior.
A taxa de aquecimento de maré, {\displaystyle {\dot {E}}_{\text{Maré}}}, em um satélite que está bloqueado por maré, coplanar ({\displaystyle I=0}), e tem uma órbita excêntrica é dada por:
{\displaystyle {\dot {E}}_{\text{Maré}}=-\operatorname {Im} (k_{2}){\frac {21}{2}}{\frac {GM_{h}^{2}R^{5}ne^{2}}{a^{6}}}}
onde {\displaystyle R}, {\displaystyle n}, {\displaystyle a} e {\displaystyle e} são respectivamente o raio médio do satélite, o movimento orbital médio, distância orbital e a excentricidade. {\displaystyle M_{h}} é a massa do corpo hospedeiro (ou central) e {\displaystyle \operatorname {Im} (k_{2})} representa a porção imaginária do número de Love de segunda ordem que mede a eficiência com que o satélite dissipa a energia de maré em calor de atrito. Essa porção imaginária é definida pela interação da reologia e da autogravitação do corpo. É, portanto, uma função do raio do corpo, densidade e parâmetros reológicos (o módulo de cisalhamento, viscosidade e outros, dependendo do modelo reológico). Os valores dos parâmetros reológicos, por sua vez, dependem da temperatura e da concentração do núcleo fundido parcialmente no interior do corpo.
A enêrgia dissipada por maré em um rotador não sincronizado é dada por uma expressão mais complexa.